# Rebutia
Rebutia é um gênero botânico da família cactaceae.

## Sinonímia
| - Aylostera Speg. - Bridgesia Backeb. - Cylindrorebutia Fric & Kreuz. - Digitorebutia Fric & Kreuz. - Echinorebutia Fric - Eurebutia Fric - Gymnantha Y.Itô - Mediolobivia Backeb. | - Mediorebutia Fric - Neogymnantha Y.Itô - Reicheocactus Backeb. - Setirebutia Fric & Kreuz. - Spegazzinia Backeb. - Sulcorebutia Backeb. - Weingartia Werderm. |

## Espécies
| - Rebutia arenacea - Rebutia canigueralii - Rebutia fabrisii - Rebutia fiebrigii - Rebutia marsoneri - Rebutia mentosa - Rebutia minuscula - Rebutia muscula - Rebutia narvaecensis | - Rebutia neocumingii - Rebutia pseudodeminuta - Rebutia pygmaea - Rebutia spegazziniana - Rebutia steinbachii - Rebutia steinmannii - Rebutia krainziana - etc. |